# Eugen Apjok
Eugen Apjok (n. 15 aprilie 1972, Baia Mare, România) este un fost jucător de rugby român și actual antrenor aflat la conducerea echipei naționale a României. Și-a început cariera de jucător pe postul de fundaș, ulterior avansând pe poziția de mijlocaș la deschidere. A jucat întreaga carieră la CSM Știința Baia Mare. Ulterior, a devenit antrenor și a cunoscut consacrarea tot la echipa băimăreană cu care a câștigat șapte titluri de campion național și cinci Cupe ale României. În 2016 a fost votat cel mai bun antrenor principal de rugby din România.
Ca jucător, Apjok a adunat 3 selecții pentru echipa națională a României, de la debutul său în 1996 și până la ultimul său meci din 2001. A marcat o încercare și 6 conversii pe parcursul carierei sale internaționale, 17 puncte la total.
A plecat de la Baia Mare în 2017, pentru a antrena pe CSM Olimpia București între sezoanele 2017-2019, în această perioadă câștigând Cupa României cu echipa bucureșteană.
În 2011 a fost numit antrenor secund la naționala României și a făcut parte din echipa care a obținut calificarea la Cupa Mondială de Rugby din 2015.